# Giải BAFTA lần thứ 34
Giải BAFTA lần thứ 34, được trao bởi Viện Hàn lâm Nghệ thuật Điện ảnh và Truyền hình Anh Quốc năm 1981 để tôn vinh những bộ phim xuất sắc nhất năm 1980.

## Chiến thắng và đề cử

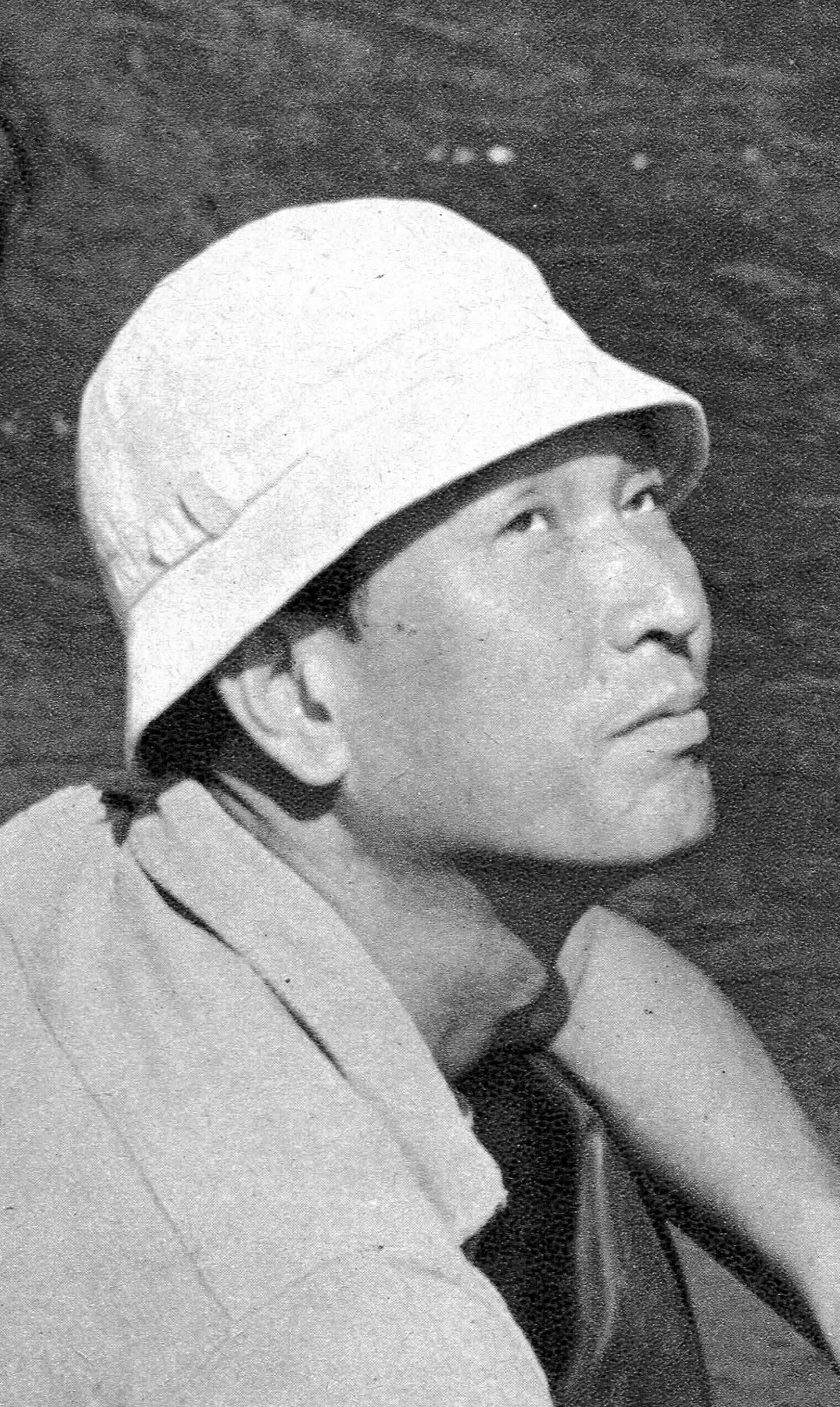
Kurosawa Akira, Đạo diễn xuất sắc nhất

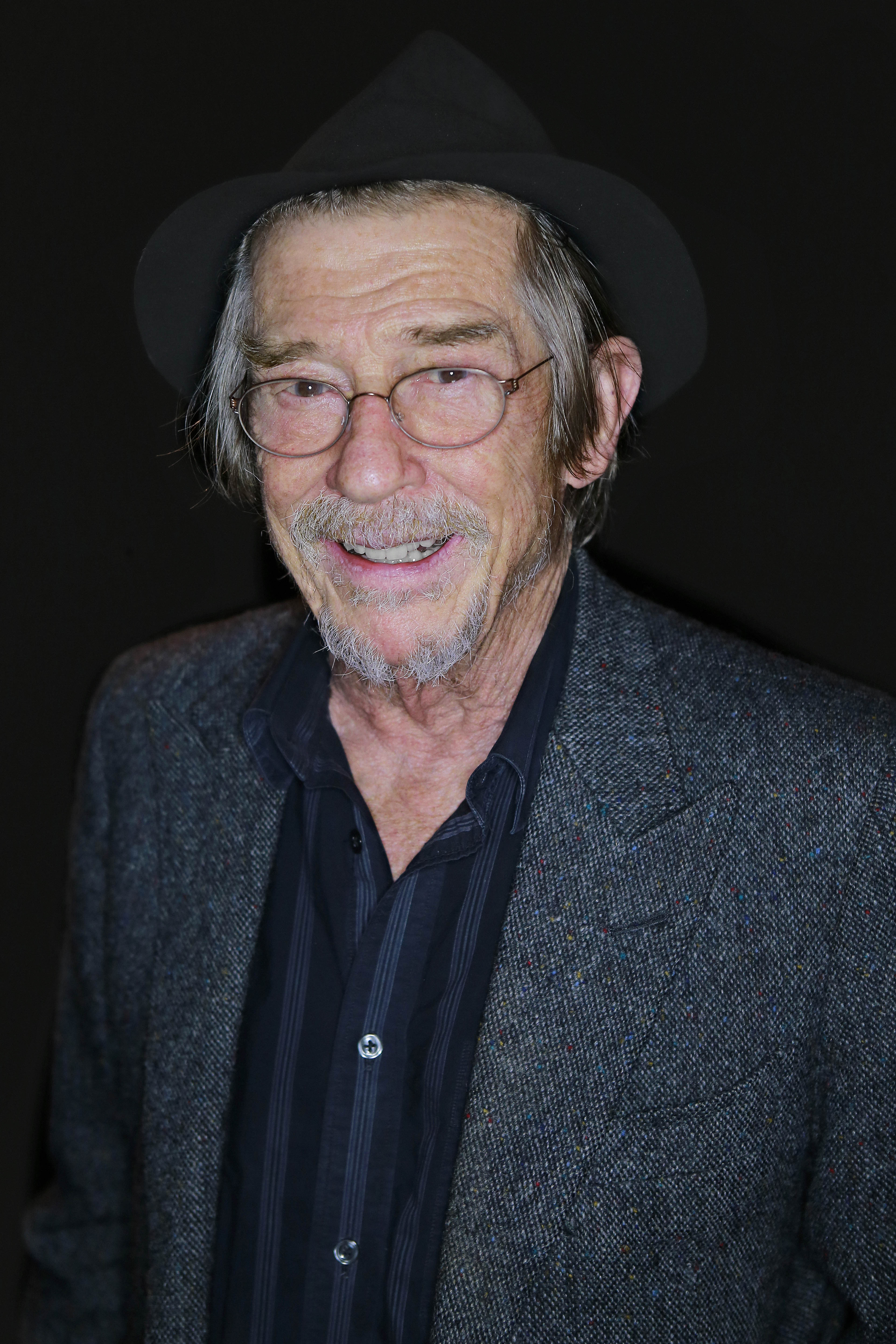
John Hurt, Nam diễn viên xuất sắc nhất

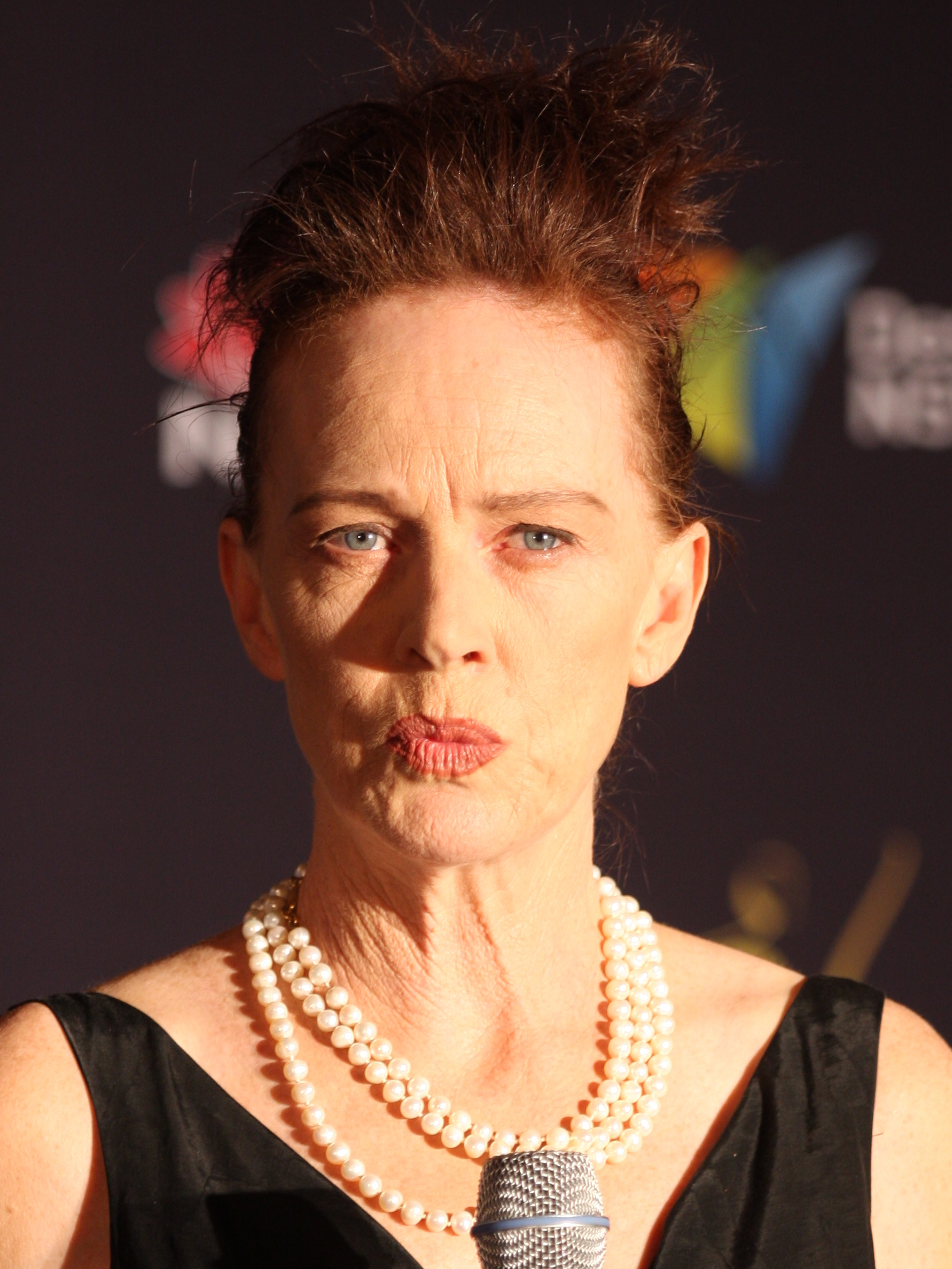
Judy Davis, Nữ diễn viên xuất sắc nhất

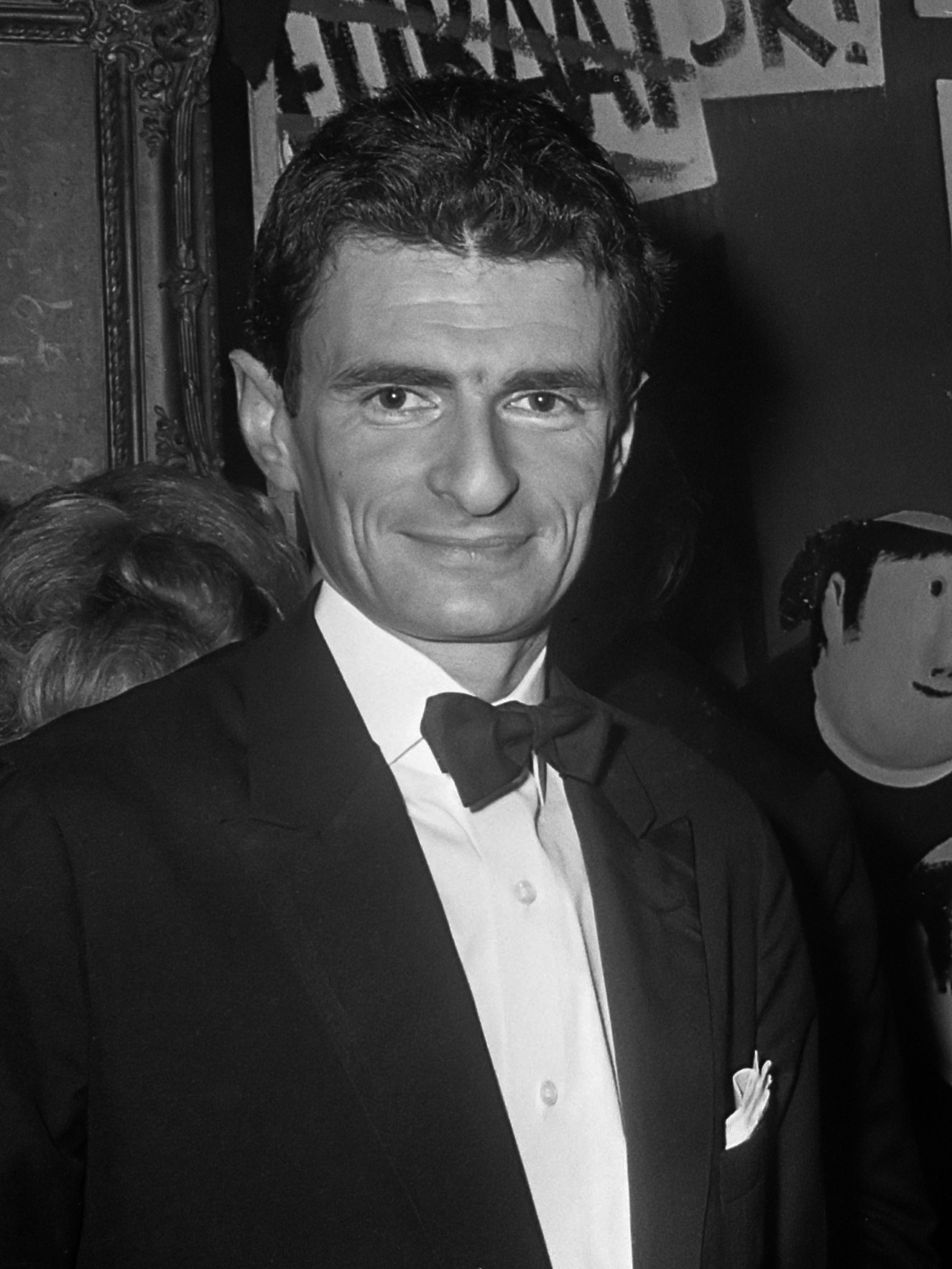
Jerzy Kosiński, Kịch bản xuất sắc nhất

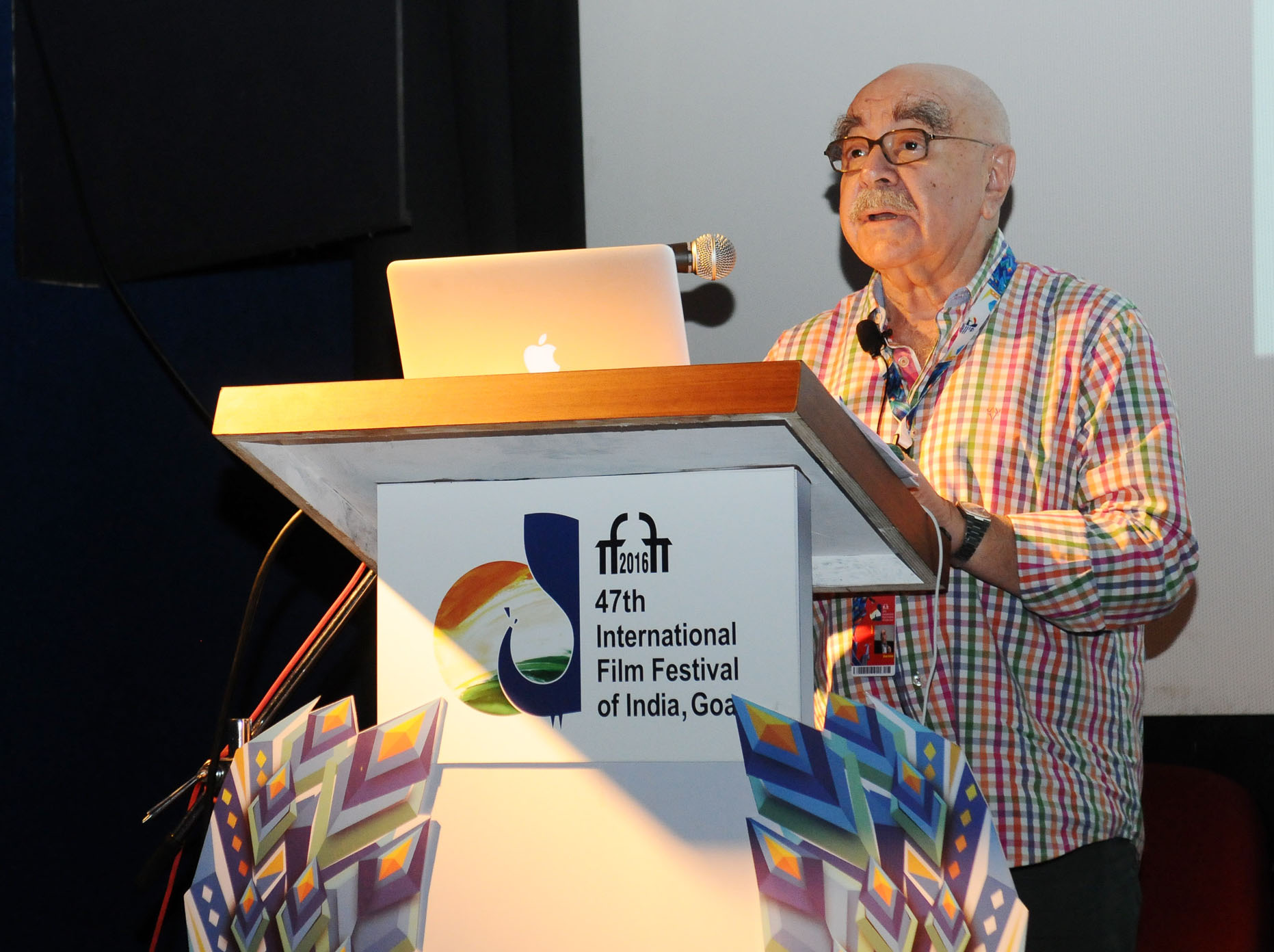
Alan Heim, Dựng phim xuất sắc nhất

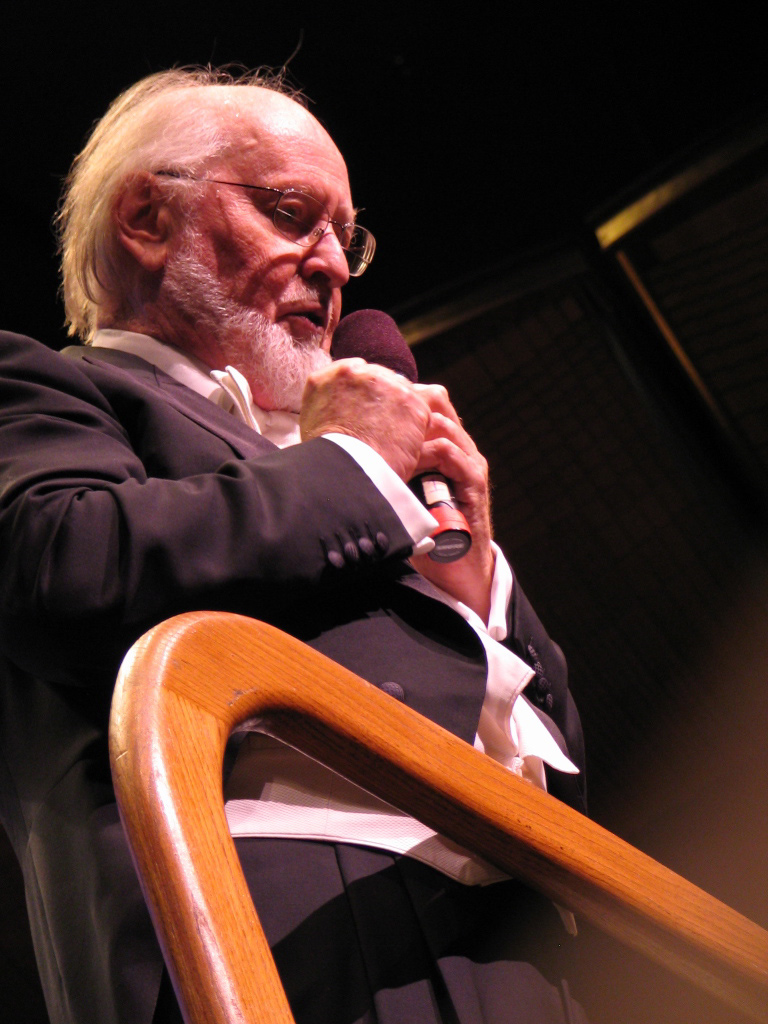
John Williams, Nhạc phim hay nhất

- BAFTA Fellowship: Abel Gance, Emeric Pressburger và Michael Powell
- Giải đóng góp nổi bật cho điện ảnh Anh Quốc BAFTA: Kevin Brownlow

| Phim hay nhất The Elephant Man – Jonathan Sanger - Being There – Andrew Braunsberg - Kagemusha – Kurosawa Akira và Tanaka Tomoyuki - Kramer vs. Kramer – Stanley R. Jaffe | Đạo diễn xuất sắc nhất Kurosawa Akira – Kagemusha - Alan Parker – Fame - David Lynch – The Elephant Man - Robert Benton – Kramer vs. Kramer |
| Nam diễn viên chính xuất sắc nhất John Hurt – The Elephant Man vai Joseph Merrick - Dustin Hoffman – Kramer vs. Kramer vai Ted Kramer - Roy Scheider – All That Jazz vai Joseph Gideon - Peter Sellers – Being There vai Chauncey Gardiner | Nữ diễn viên chính xuất sắc nhất Judy Davis – My Brilliant Career vai Sybylla Melvyn - Bette Midler – The Rose vai Mary Rose Foster - Meryl Streep – Kramer vs. Kramer vai Joanna Kramer - Shirley MacLaine – Being There vai Eve Rand                   |
| Kịch bản xuất sắc nhất Being There – Jerzy Kosiński - Airplane! – Jim Abrahams, David Zucker và Jerry Zucker - The Elephant Man – Christopher De Vore, Eric Bergren và David Lynch - Kramer vs. Kramer – Robert Benton | Quay phim xuất sắc nhất All That Jazz – Giuseppe Rotunno - The Black Stallion – Caleb Deschanel - The Elephant Man – Freddie Francis - Kagemusha – Takao Saito và Masaharu Ueda                                                                          |
| Thiết kế phục trang xuất sắc nhất Kagemusha – Seiichiro Momosawa - All That Jazz – Albert Wolsky - Don Giovanni – Frantz Salieri - Flash Gordon – Danilo Donati | Dựng phim xuất sắc nhất All That Jazz – Alan Heim - The Elephant Man – Anne V. Coates - Fame – Gerry Hambling - Kramer vs. Kramer – Gerald B. Greenberg                                                                                                  |
| Nhạc phim hay nhất Chiến tranh giữa các vì sao 5: Đế chế phản công – John Williams - Breaking Glass – Hazel O'Connor - Fame – Michael Gore - Flash Gordon – Queen và Howard Blake | Thiết kế sản xuất xuất sắc nhất The Elephant Man – Stuart Craig - All That Jazz – Philip Rosenberg - Chiến tranh giữa các vì sao 5: Đế chế phản công – Norman Reynolds - Flash Gordon – Danilo Donati                                                    |
| Thiết kế sản xuất xuất sắc nhất Fame – Chris Newman, Les Wiggins and Michael J. Kohut - All That Jazz – Maurice Schell, Chris Newman và Dick Vorisek - Don Giovanni – Jean-Louis Ducarme, Jacques Maumont and Michelle Nenny - Chiến tranh giữa các vì sao 5: Đế chế phản công – Peter Sutton, Ben Burtt và Bill Varney - The Rose – Jim Webb, Chris McLaughlin, Kay Rose và Theodore Soderberg | Diễn viên mới xuất sắc nhất Judy Davis – My Brilliant Career vai Sybylla Melvyn - Debra Winger – Urban Cowboy vai Sissy Davis - John Gordon Sinclair – Gregory's Girl vai Gregory Underwood - Sônia Braga – Dona Flor and Her Two Husbands vai Dona Flor |
| Phim hoạt hình ngắn hay nhất - Bio Woman – Bob Godfrey - The Cube – Kamil Pixa - Seaside Woman – Oscar Grillo | Phim ngắn hay nhất Sredni Vashtar – Andrew Birkin - Box On – Lindsey Clennell - The Dollar Bottom – Roger Christian - Possessions – Andrew Bogle |

## Thống kê
| Số lượng | Phim                                            |
| -------- | ----------------------------------------------- |
| 7        | The Elephant Man                                |
| 6        | All That Jazz                                   |
| 6        | Kramer vs. Kramer                               |
| 4        | Being There                                     |
| 4        | Fame                                            |
| 4        | Kagemusha                                       |
| 3        | Chiến tranh giữa các vì sao 5: Đế chế phản công |
| 3        | Flash Gordon                                    |
| 2        | Don Giovanni                                    |
| 2        | My Brilliant Career                             |
| 2        | The Rose                                        |

| Số lượng | Phim                |
| -------- | ------------------- |
| 3        | The Elephant Man    |
| 2        | All That Jazz       |
| 2        | Kagemusha           |
| 2        | My Brilliant Career |